# Loudonville (New York)
Loudonville est une census-designated place du comté d'Albany, dans l'État de New York, aux États-Unis. En 2020, elle compte une population de 10 296 habitants.